# Per Gustaf Pfeiff
Per Gustaf Pfeiff, 9 februari 1690, död 19 januari 1783 på Lämshaga på Värmdön, var en svensk militär.

## Biografi
Han var son till assessor Daniel Pfeiff och Gertrud Helena Specht (1659-1735) samt dotterson till kung Karl XI:s livläkare Peter Specht (1623-1676). Han var gift med Ulrika Eleonora Palmqvist (1710-1774) som var dotter till generallöjtnant Magnus Palmqvist (1660-1729). Paret fick fjorton barn varav sönerna 
Johan (1737-1799) och Fredrik (1738-1798) blev överstelöjtnanter medan Carl Pfeiff blev överste.
Pfeiff var page hos det kungligt rådet Lillieroot innan han blev förare vid livgardesrekryterna 1707. Han var volontär vid livgardet 1709 och blev sergeant och senare fänrik där samma år. Han erhöll konfirmationsfullmakt 1711 och blev löjtnant 1712 samt kapten 1718. Pfeiff blev major 1741 och överstelöjtnant samt överste för livgardet. Han erhöll avsked med generallöjtnants karaktär 1756.
Han blev riddare Svärdsorden 1748 samt friherre 1772 och introducerades 1776 under nummer 289.
Han kommenderades 1717 att med sitt manskap att under bevakning föra engelska ministern Jackson på engelska skeppet vid Göteborg samtidigt fick han en order från Karl XII om att anta åtskilliga då benådade Marstrandsfångarna till rekryter vid livgardet. Som kapten var han med livgardet i Karl XII:s andra norska fälttåg 1718 och 1742 var han som regementschef och med 1 500 man med om stridera i Finland.